# Шон О'Келлі
Шон Томас О'Келлі (ірл. Seán Tomás Ó Ceallaigh; 25 серпня 1882 — 23 листопада 1966) — ірландський політик, другий президент країни у 1945-1959 роках.

## Життєпис
Середню освіту здобував у рідному Дубліні. Від 1898 року почав працювати асистентом у Національній бібліотеці Ірландії. У той же період став членом Гельської ліги, 1910 року ввійшовши до її керівної ради, а 1915 ставши генеральним секретарем тієї організації. 1905 року О'Келлі вступив до лав Шинн Фейн. 1916 брав участь у Великодньому повстанні, за що був заарештований, але зміг уникнути в'язниці у Великій Британії.
1918 року був обраний до лав Палати громад від Шинн Фейн та разом з іншими націоналістичними депутатами брав участь у формуванні Дойлу та проголошенні незалежної Ірландської Республіки. 1919 року очолив Парламент і на тому посту представляв самопроголошений уряд на перемовинах у Версалі й Ватикані. 1921, після укладення Англо-ірландського договору й відставки де Валери з посади президента, О'Келлі намагався знайти компроміс, після чого підтримав де Валеру в громадянській війні та після поразки республіканців до грудня 1923 року перебував у в'язниці, а потім представляв Шинн Фейн у США до 1926, коли став одним зі співзасновників опозиційної партії Фіанна Файл.
Після перемоги новоствореної партії на виборах 1932 року О'Келлі увійшов до складу Виконавчої ради де Валери як один із заступників і міністр місцевого самоврядування. Того ж року О'Келлі й міністр оборони Френк Айкен організували кампанію бойкоту пробританського генерал-губернатора Джеймса Макнейла, що призвів до відставки останнього. Після проголошення республіки 1937 року О'Келлі став першим заступником прем'єр-міністра. 1939 року О'Келлі отримав портфель міністра фінансів.
1945 року після відмови президента Дугласа Гайда йти на другий термін О'Келлі був номінований на пост президента і здобув перемогу на виборах, а 1952 року автоматично був обраний на другий термін за відсутності опонентів й особистої номінації, яку підтримали всі партії. На посту президента відігравав в основному представницьку роль, тричі достроково розпускаючи Дойл на прохання прем'єр-міністрів де Валери та Джона Костелло. 1959 року відвідав США, де виступив перед Конгресом. 1949 року Ірландія офіційно вийшла зі складу Співдружності націй, що зробило О'Келлі повноправним президентом.
1959 року повноваження О'Келлі було вичерпано, і на президентському посту його замінив де Валера. О'Келлі відійшов від громадського життя. 1966 року він помер, не залишивши дітей, і був похований на цвинтарі Гласневін у Дубліні.